# Adolph Wagner (Schriftsteller)

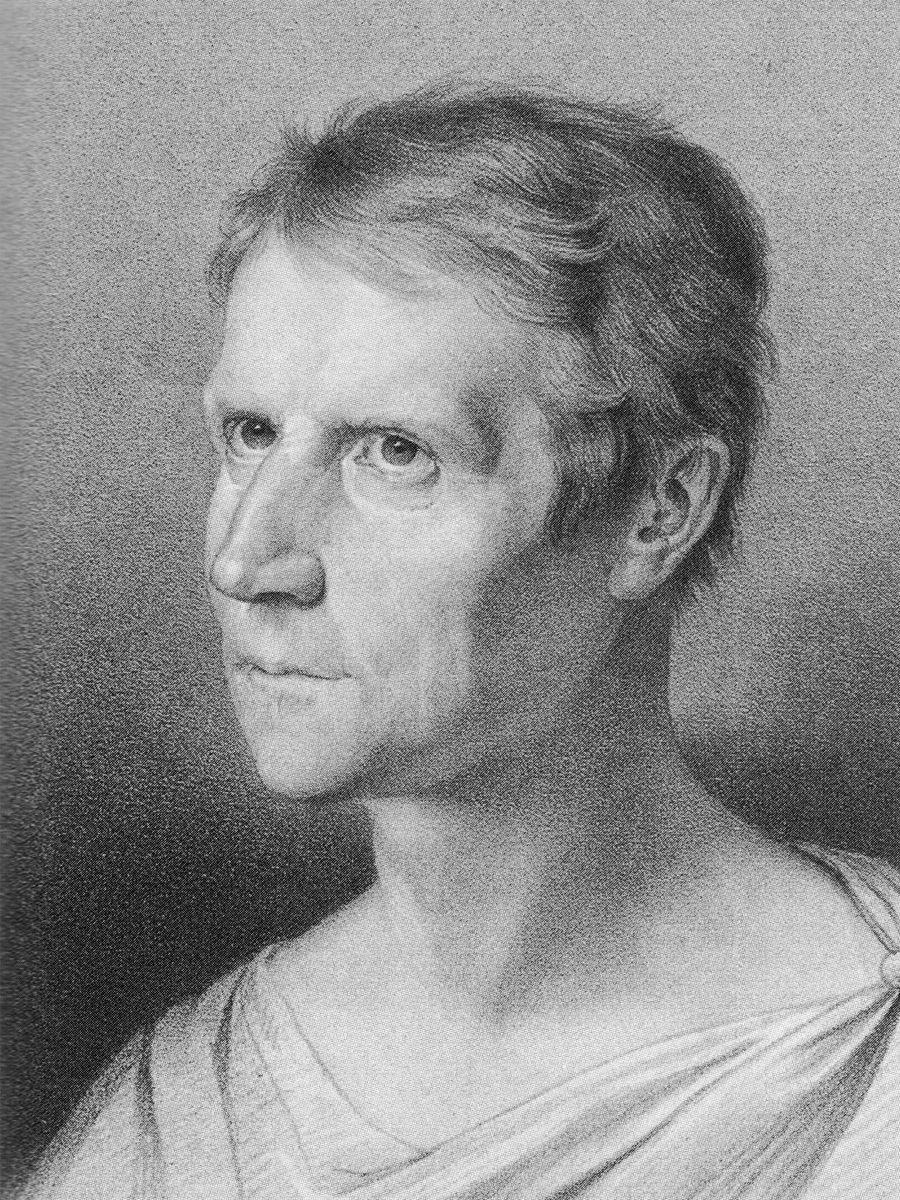
Gottlob Heinrich Adolph Wagner im Jahr 1832

Gottlob Heinrich Adolph Wagner, auch Adolf Wagner, Pseudonym Ralph Nym (* 14. November 1774 in Leipzig; † 1. August 1835 in Großstädteln) war ein deutscher Literaturhistoriker, Bühnenautor, Übersetzer und Schriftsteller.

## Leben

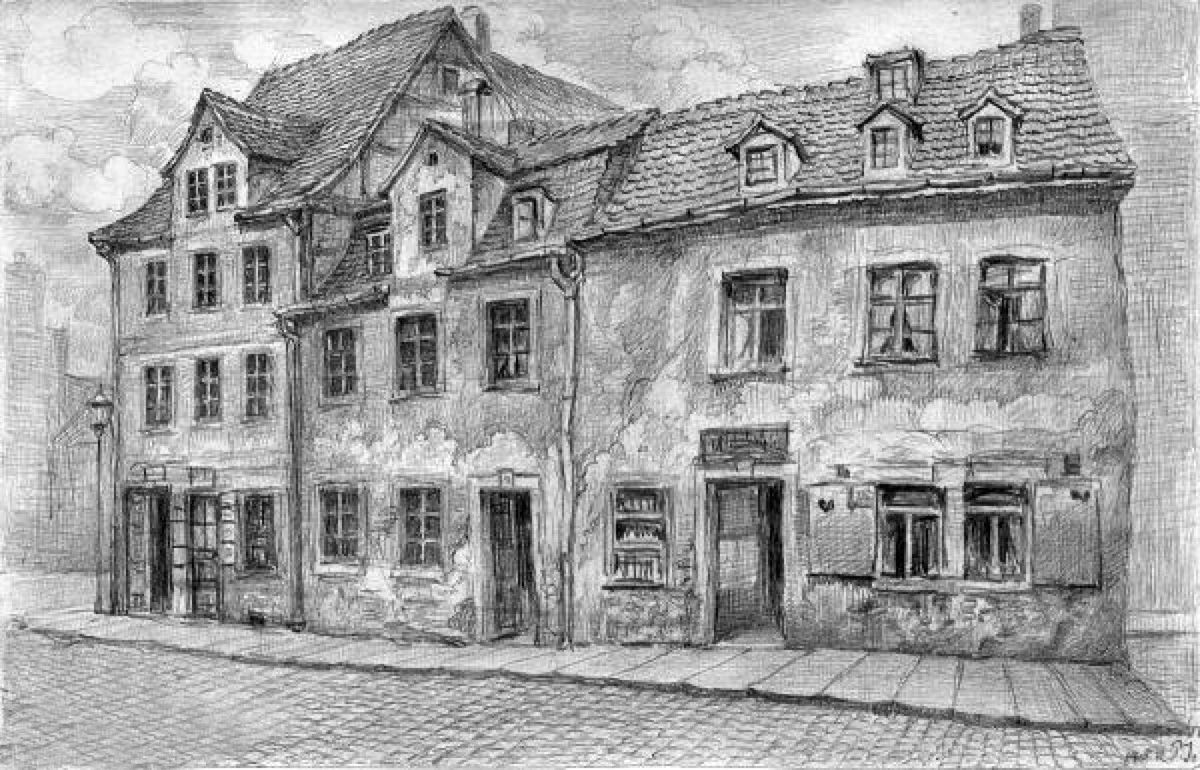
Wagners Geburtshaus (rechts)

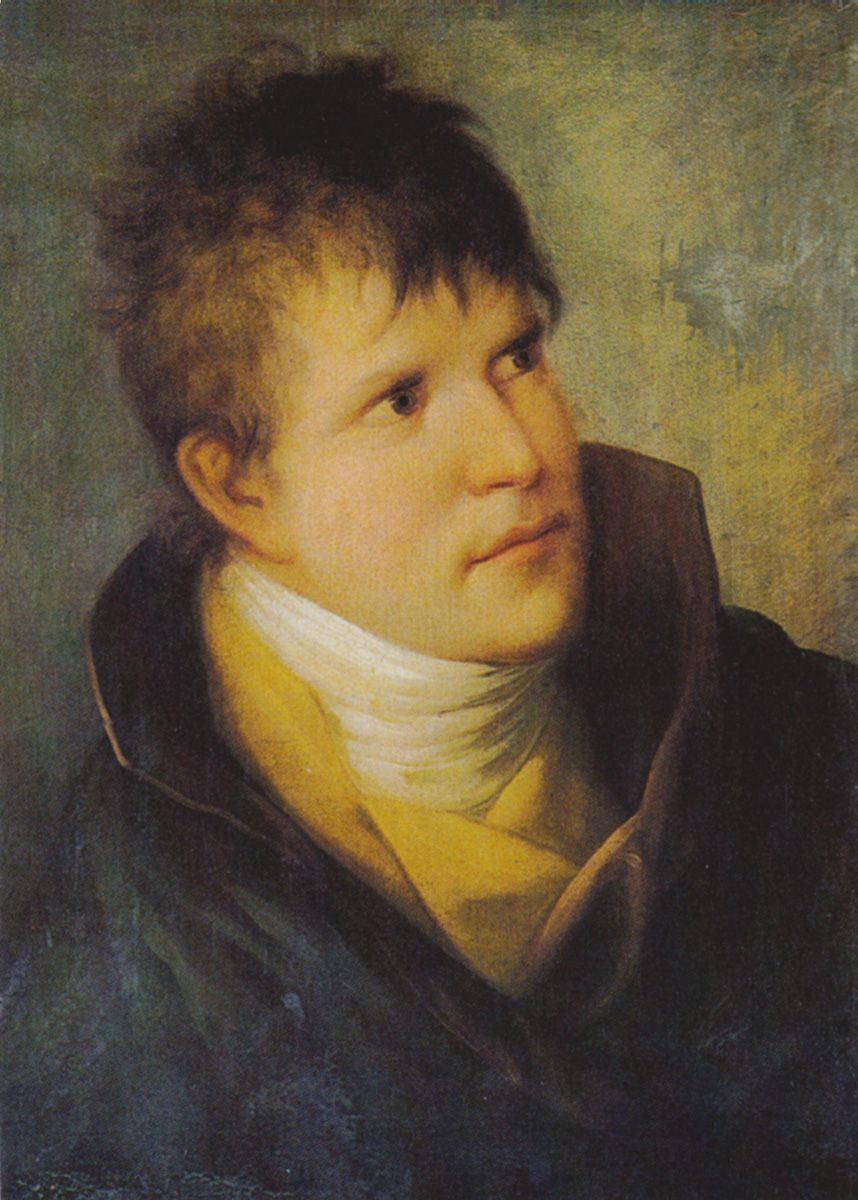
Ein Jugendbildnis

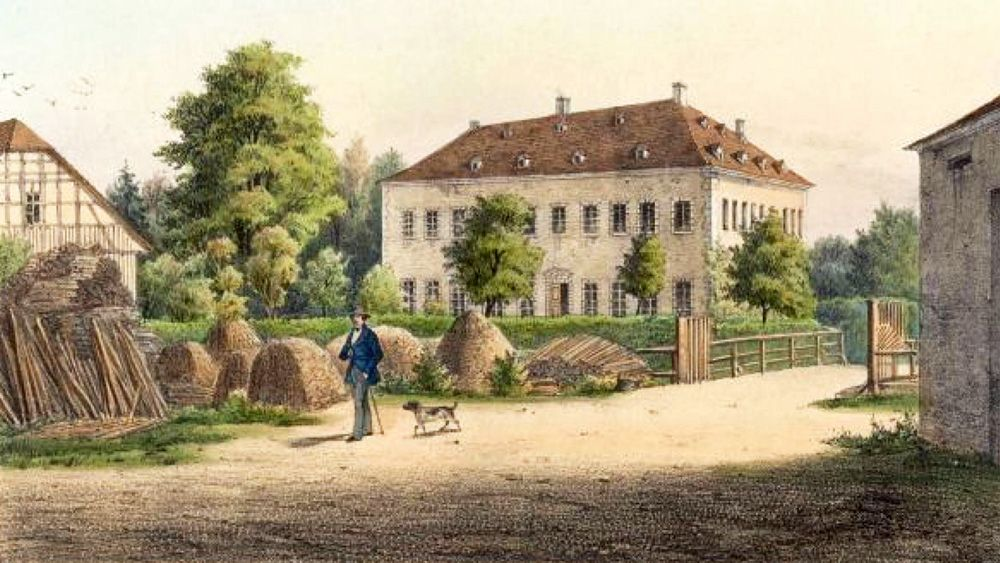
Sein Sterbeort – Gut Großstädteln

Adolph Wagner wurde als Sohn des General-Accise-Einnehmers Gottlob Friedrich Wagner in der vorstädtischen Sandgasse in Leipzig, der späteren Seeburgstraße, geboren. Sein älterer Bruder Carl Friedrich Wagner (1770–1813) war der Vater des Komponisten Richard Wagner (1813–1883). Adolph Wagner besuchte bis 1792 die Thomasschule und studierte anschließend an der Universität Leipzig Theologie und Philosophie. 1798 wechselte er für zwei Semester an die Universität Jena, um Vorlesungen bei Johann Gottlieb Fichte (1762–1814) zu hören. In Jena lernte er Friedrich Schiller (1759–1805) und Ludwig Tieck (1773–1853) kennen.
Wieder in Leipzig und mittellos, zog er ein Leben als Privatgelehrter und freier Schriftsteller einer ihm angebotenen akademischen Laufbahn vor. Sein erstes größeres Werk waren Anfang des 19. Jahrhunderts sechs Bände über das Leben von Reformatoren. Er beherrschte mindestens acht Sprachen und übersetzte unter anderem Werke von Lord Byron, Walter Scott, Carlo Gozzi und Sophokles. Als Herausgeber befasste er sich mit den Schriften von Giordano Bruno, Dante Alighieri, Francesco Petrarca, Robert Burns und Johann Gottfried Seume.
Wagner hatte einen großen Bekanntenkreis, zu dem neben den Leipzigern Johann Georg Keil (1781–1857), Wilhelm Ambrosius Barth (1790–1851), Heinrich Brockhaus (1804–1874) und August Mahlmann (1771–1826) auch E. T. A. Hoffmann (1776–1822), Jean Paul (1763–1825) und Fouqué (1777–1843) gehörten. Um 1806 unterhielt er eine unglücklich endende Beziehung zu der 1805 verwitweten Schriftstellerin Wilhelmine Spazier (1777–1825). Ein besonderer Freund war der Jurist und Schriftsteller August Apel (1771–1816), der ihn wohl auch finanziell unterstützte. Auf dessen Gut in Ermlitz bei Leipzig führte Wagner Regie bei Liebhaberaufführungen auch eigener Stücke, die er unter dem Pseudonym Ralph Nym veröffentlichte. Nach Apels Tod 1816 zog sich Wagner aus dem gesellschaftlichen Leben zurück.
1824 wurde Wagner bei Goethe (1749–1832) in Weimar eingeführt, und 1826 widmete er dem „Dichterfürsten“ seine kritische Ausgabe über die Hauptwerke der italienischen Literatur Il Parnasso italiano. Goethe bedankte sich mit einem gravierten Silberbecher. Die Universität Marburg verlieh Wagner für dieses Buch die Ehrendoktorwürde.
Mit 49 Jahren gab Adolph Wagner sein Junggesellendasein auf und heiratete am 18. Oktober 1824 seine langjährige Freundin Christiane Sophie Wendt (1792–1860). Sie war die Schwester des Philosophieprofessors Amadeus Wendt (1783–1836). Das Paar zog in das Haus Zum Goldenen Hut (Reichsstraße 24, Ecke Goldhahngäßchen), nachdem Wagner zuvor bei seiner Schwester Friederike im Hintergebäude des Königshauses am Markt gewohnt hatte.
1827 kehrte sein Neffe, der vierzehnjährige Richard Wagner aus Dresden nach Leipzig zurück. Hier wurde ihm sein Onkel Adolph zur geistigen Vaterfigur. Er sprach mit Richard über bekannte Dichter, förderte sein Interesse für die Musik und stellte ihm seine umfangreiche Bibliothek zur Verfügung. Dabei kam der Junge mit Tannhäuser, dem Nibelungenlied und nordischen Sagen in Berührung, die später zu seinen Themen wurden. 1826 hatte Adolph Wagner in seinem Buch Theater und Publikum zu einer Reform des Theaters aufgerufen. Auch diese Schrift wird Richard gelesen haben.
Seine letzte Lebenszeit verbrachte Adolph Wagner als Gast des literarisch interessierten Grafen Peter Wilhelm von Hohenthal (1799–1859) auf dem südlich Leipzigs gelegenen Gut Großstädteln, wo er auch starb.

## Schriften (Auswahl)
- Lebensbeschreibungen berühmter Reformatoren. 6 Bände, Voss, Leipzig, 1801
- Der Bühnenschwarm. Leipzig, 1804
- Zwei Epochen der modernen Poesie in Dante, Petrarka, Boccaccio, Goethe, Schiller und Wieland. Breitkopf u. Härtel, Leipzig 1806.
- Verwahrung gegen die Schmähung ... Leipzig, 1808
- Beleuchtung der Rede des Senators Grafen von Fontanes im Erhaltungssenat am 27. December 1813 [1814/1815]
- Wilhelm Coxes Geschichte des Hauses Oestreich von Rudolf von Habsburg bis auf Leopold des zweiten Tod, 1218-1792 : In 4 Bden. Hrsg. von Hans Karl Dippold und Adolph Wagner, Brockhaus,  Amsterdam, Leipzig, Altenburg, 1810/17.
- Geschichte der Lady Emma Hamilton. Leipzig, 1816
- Theater und Publikum – Eine Didaskalie, Weygand'sche Buchhandlung, Leipzig, 1826
- Il Parnasso italiano, ovvero, I quattro poeti celeberrini italiani, edizione giusta gli ottimi testi antichi con note istoriche e critiche, Ernst Fleischer, Leipzig, 1826
- (Anon.) Humoristische Reisebilder, entworfen auf einer Wanderung durch Berlin, Dresden, die sächsische Schweiz, Teplitz, Prag; und heimwärts durch Weimar, Göttingen und Hannover. Friedrich Wilhelm Goedsche, Meissen, 1831